# Karel Plíhal
Karel Plíhal (ur. 23 sierpnia 1958 r. w Přerovie na Morawach, Czechy) – czeski gitarzysta folkowy i jazzowy, wokalista, autor tekstów i aranżer.

## Dyskografia
- 2018: Alba A Bonusy 1984-1990
- 2015: Skříň s beduíny (Výběr z let 1990-2005)
- 2012: Vzduchoprázdiny
- 2005: Karel Plíhal v Olomouci
- 2005: Karel Plíhal v Telči
- 2004: Nebe počká
- 2002: Rok ďábla (Rok diabła) – muzyka z filmu pod tym samym tytułem
- 2000: Kluziště
- 2000: Sova Sněžná (Sowa śnieżna)
- 1996: Králíci, ptáci a hvězdy
- 1994: Takhle nějak to bylo...
- 1992: Karel Plíhal 1985-89
- 1989: Karel Plíhal... Emil Pospíšil...
- 1985: Karel Plíhal
- Plíharmonyje (nagranie z koncertu, oficjalnie niewydane)
- Mávej, mávej (nagranie z koncertu, oficjalnie niewydane)